# Sun Pharmaceutical
Sun Pharmaceutical Industries Ltd. (tritt auf als Sun Pharma) ist ein indischer Pharmahersteller mit Sitz in Mumbai. Sun Pharmaceutical zählt zu den 50 größten Pharmaunternehmen weltweit und ist das größte Unternehmen der Branche in Indien. Anwendungsgebiete für Pharmaka von Sun Pharmaceutical sind die Kardiologie, die Neurologie, die Gastroenterologie und die Psychiatrie.

## Geschichte
Das Unternehmen wurde 1983 durch Dilip Shanghvi gegründet, führte fünf verschiedene Produkte für die Behandlung psychischer Erkrankungen im Portfolio und verfügte über eine Vertriebsmannschaft von lediglich zwei Personen. Im Jahr 1994 ging Sun Pharmaceutical an die Börse. Bereits 1996 wurde das Vertriebsnetzwerk auf 24 Länder ausgeweitet und in den folgenden Jahren wuchs das Unternehmen stark durch Firmenübernahmen. Im Jahr 2014 wurde der indische Konkurrent Ranbaxy Laboratories für vier Milliarden US-Dollar durch Sun Pharma übernommen, Mehrheitsaktionär von Ranbaxy war zuvor der japanische Konzern Daiichi Sankyo gewesen. Dadurch stieg das fusionierte Unternehmen zum fünftgrößten Hersteller von Spezialgenerika auf.
2015 übernahm Sun Pharmaceutical den deutschen Generikahersteller Basics GmbH mit Sitz in Leverkusen.

## Sonstiges
Sun Pharmaceutical ist Teil des indischen BSE Sensex-Aktienindex.